# ATP Challenger Tour
ATP Challenger Tour, cunoscut până la sfârșitul anului 2008 ca ATP Challenger Series, este un circuit profesionist masculin de turnee internaționale de tenis. Cea mai înaltă categorie de tenis masculin este circuitul ATP Tour, urmat de evenimentele Challenger Tour, iar pe poziția trei turneele Futures organizate de circuitul masculin ITF. ATP Challenger Tour este administrat de Asociația Profesioniștilor din Tenis. 
Jucătorii care reușesc în turneul ATP Challenger câștigă suficiente puncte de clasare pentru a deveni eligibili pentru participarea pe tabloul principal sau la tragerile de calificare la turneele ATP Tour. Jucătorii din Challenger Tour sunt de obicei jucători tineri care doresc să progreseze în carieră, cei care nu reușesc să se califice pentru evenimentele ATP sau foști jucători ATP care doresc să revină în marele tur.

## Premiul actual în bani și puncte de clasament
Turneele Challenger oferă premii totale cuprinse între 30.000 USD și 168.000 USD+, care, împreună cu faptul că turneul oferă ospitalitate (mâncare și cazare) jucătorilor, determină numărul de puncte pe care un jucător le primește pentru câștigarea fiecărui meci din turneu.
Punctele se acordă după cum urmează:
| Categorie turneu | Simplu     | Simplu   | Simplu       | Simplu        | Simplu    | Simplu    | Simplu     | Simplu | Simplu | Simplu | Dublu      | Dublu    | Dublu        | Dublu         | Dublu     |
| Categorie turneu | Câștigător | Finalist | Semifinalist | Sfertfinalist | Runda unu | Runda doi | Runda trei | Q      | Q2     | Q3     | Câștigător | Finalist | Semifinalist | Sfertfinalist | Runda unu |
| ---------------- | ---------- | -------- | ------------ | ------------- | --------- | --------- | ---------- | ------ | ------ | ------ | ---------- | -------- | ------------ | ------------- | --------- |
| Challenger 175   | 175        | 100      | 60           | 32            | 15        | 0         | 0          | 6      | 2      | 0      | TBP        | TBP      | TBP          | TBP           | TBP       |
| Challenger 125   | 125        | 75       | 45           | 25            | 11        | 0         | 0          | 5      | 2      | 0      | 125        | 75       | 45           | 25            | 0         |
| Challenger 100   | 100        | 60       | 36           | 20            | 9         | 0         | 0          | 5      | 2      | 0      | 100        | 60       | 36           | 20            | 0         |
| Challenger 75    | 75         | 50       | 30           | 16            | 7         | 0         | 0          | 4      | 2      | 0      | 75         | 50       | 30           | 16            | 0         |
| Challenger 50    | 50         | 30       | 17           | 9             | 4         | 0         | 0          | 3      | 1      | 0      | 50         | 30       | 17           | 9             | 0         |